# 대한민국 민법 제388조
대한민국 민법 제388조는 기한의 이익의 상실에 대한 민법 채권법 조문이다. 

## 조문
388조(기한의 이익의 상실) 채무자는 다음 각호의 경우에는 기한의 이익을 주장하지 못한다.
1. 채무자가 담보를 손상, 감소 또는 멸실하게 한 때
2. 채무자가 담보제공의 의무를 이행하지 아니한 때

第388條(期限의 利益의 喪失) 債務者는 다음 各號의 境遇에는 期限의 利益을 主張하지 못한다.
1. 債務者가 擔保를 損傷, 減少 또는 滅失하게 한 때
2. 債務者가 擔保提供의 義務를 履行하지 아니한 때

## 사례
골프장 사업자가 입회금 만기 반환관련 만기 회원을 대상으로 이용혜택을 제공하지 않으면 민법 제 388조의 기한 이익의 상실에 해당 할 수 있다

## 참고 문헌
- 오현수, 일본민법, 진원사, 2014. ISBN 978-89-6346-345-2
- 오세경, 대법전, 법전출판사, 2014 ISBN 978-89-262-1027-7
- 이준현, LOGOS 민법 조문판례집, 미래가치, 2015. ISBN 979-1-155-02086-9